# Борка Драгоевич-Йосифовска
Борка Драгоевич-Йосифовска (на сръбски: Борка Драгојевић-Јосифовска или Borka Dragojević-Josifovska; на македонска литературна норма: Борка Драгојевиќ-Јосифовска) е видна класическа филоложка, археоложка и университетска преподавателка от Република Македония.

## Биография
Родена е в 1910 година в босненското сръбско село Горна Сланица, тогава в Австро-Унгария. Завършва класическа филология и археология във Философския факултет на Белградския университет в 1934 година. Работи като учителка в Югославия и преподава латински език в гимназиите и средните училища в Народна република Черна гора и Народна република Македония. Авторка е на първия учебник по латински език във Федерална Македония. Работи като кустос в Археологическия музей в Скопие от 1948 до 1958 година. След това до пенсионирането си в 1976 година е преподавателка по латински език в Катедрата по класическа филология на Скопския университет „Кирил и Методий“. В 1956 година урежда лапидариума в Куршумли хан в Скопие.
Борка Драгоевич-Йосифовска прави археологически проучвания и разкопки на много места: античното селище и крепост Хисар при Марвинци, археологически обекти край Драчево, античното и средновековно укрепено селище Градище над Живойно, античните градове Стоби и Скупи и други. Членка е на комисиите за издаване на античните надписи от Югославия и на археологическия проект Tabula Imperii Romani.
Умира в 2004 година в Скопие.